# Урнсхаузен
Урнсхаузен (њем. Urnshausen) општина је у њемачкој савезној држави Тирингија. Једно је од 61 општинског средишта округа Вартбург. Према процјени из 2010. у општини је живјело 784 становника. Посједује регионалну шифру (AGS) 16063081.

## Географски и демографски подаци
Урнсхаузен се налази у савезној држави Тирингија у округу Вартбург. Општина се налази на надморској висини од 330 метара. Површина општине износи 15,9 km². У самом мјесту је, према процјени из 2010. године, живјело 784 становника. Просјечна густина становништва износи 49 становника/km².

## Међународна сарадња
| Мјесто   | Држава   | Врста сарадње | Од    |
| -------- | -------- | ------------- | ----- |
| Кишкевош | Мађарска | партнерство   | 2003. |
| Извор    |          |               |       |